# گنوتسهایم
گنوتسهایم (به آلمانی: Gnotzheim) یک منطقهٔ مسکونی در آلمان است که در وایسنبورگ-گونتسنهاوزن واقع شده‌است.